# 布加尔贝
布加尔贝（法語：Bougarber，法語發音：[buɡaʁbe]）是法国大西洋比利牛斯省的一个市镇，属于波城区。

## 地理
布加尔贝（43°23'50"N, 0°28'20"W）面积10.29 平方千米，位于法国新阿基坦大区大西洋比利牛斯省，该省份为法国东南部省份，涵盖了贝阿恩与北巴斯克，西临大西洋比斯開灣，北至朗德省，东北接热尔省，东临上比利牛斯省，南与西班牙接壤。
与布加尔贝接壤的市镇（或旧市镇、城区）包括：贝阿恩地区贝里、塞斯科、当甘、波埃德莱斯卡尔、于赞、维耶勒纳沃-达尔泰兹。
布加尔贝的时区为UTC+01:00、UTC+02:00（夏令时）。

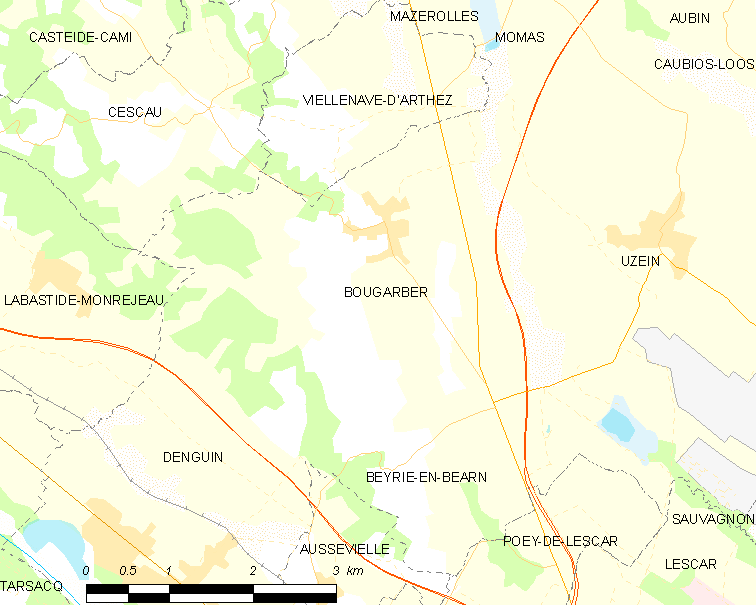
布加尔贝的OSM定位图

## 行政
布加尔贝的邮政编码为64230，INSEE市镇编码为64142。

## 政治
布加尔贝所属的省级选区为阿尔蒂克斯和苏贝斯特尔地区县。

## 人口

1962-2008年间布加尔贝人口变化图示

布加尔贝于2022年1月1日时的人口数量为857人。